# Resolutie 46/86 Algemene Vergadering Verenigde Naties
Resolutie 46/86 van de Algemene Vergadering van de Verenigde Naties werd op 16 december 1991 aangenomen door de Algemene Vergadering, en herriep resolutie 3379 van 10 november 1975. Er was al lang een campagne aan de gang geweest om dit te bereiken, maar in 1991 werd het echt mogelijk omdat de Sovjet-Unie, die resolutie 3379 samen met 22 Arabische landen had opgesteld, was uiteengevallen. De landen die voorheen in haar invloedssfeer hadden gestaan konden nu vrij stemmen.

## Achtergrond
Resolutie 3379 stelde: zionisme is een vorm van racisme en rassendiscriminatie. De intrekking hiervan was een voorwaarde van Israël om deel te nemen aan de Vredesconferentie van Madrid in 1991, die het vredesproces tussen Israël en de Arabische Wereld nieuw leven moest inblazen. Die conferentie leidde tot het Oslo I-akkoord in 1993 en het vredesverdrag tussen Israël en Jordanië in 1994.
Resolutie 46/86 werd ingediend door 88 landen, waaronder alle westerse, Zuid-Amerikaanse en Oost-Europese landen, Rusland en een aantal Afrikaanse landen. Daarnaast stemden nog eens 23 landen voor, waaronder India en nog een aantal Afrikaanse landen. De meeste islamitische landen stemden tegen, alsook Bangladesh, Cuba, Noord-Korea, Sri-Lanka en Vietnam. Dertien landen, waarbij Turkije, Myanmar en een aantal Afrikaanse landen, onthielden zich. Vijftien landen bleven afwezig, waaronder China, Egypte, Koeweit, Marokko en Zuid-Afrika.
De Amerikaanse president George H.W. Bush zei op 23 september 1991 in een toespraak voor de Algemene Vergadering:
Zionisme is geen beleid, maar het idee dat naar een thuis voor het Joodse volk leidt. (...) Zionisme gelijkstellen met ... racisme is de geschiedenis omdraaien en het lijden van Joden tijdens de Tweede Wereldoorlog vergeten. Zionisme gelijkstellen met racisme is Israël zelf verwerpen, een VN-lid met goede naam. [De VN] kan niet beweren vrede na te streven en tegelijkertijd Israëls bestaansrecht in twijfel trekken.
De Arabische landen hadden geprobeerd de intrekking tegen te houden. Hun standpunt dat het een belangrijke kwestie betrof die een tweederdemeerderheid nodig had, werd met 96 tegen 34 stemmen en zestien onthoudingen verworpen. Verder betoogden zij dat Israël beloond zou worden alvorens het lopende vredesproces resultaat had opgeleverd. Een aantal van hen wilden de VS, dat fel voorstander van intrekking was, vanuit het oogpunt van nationaal belang niet tegen het hoofd stoten. China wilde zijn relaties met de VS niet verder verslechteren en was bezig zijn relaties met Israël te verbeteren. Turkije onderhield goede betrekkingen met de VS en werkte aan die met de Arabische wereld. Daarom bleven ook deze twee landen weg van de stemming.

## Inhoud
De Algemene Vergadering besloot de bepaling in haar resolutie 3379 (XXX) van 10 november 1975 in te trekken.
Lijst ·  46/1 ·  46/2 ·  46/3 ·  46/4 ·  46/5 ·  46/6 ·  46/7 ·  46/8 ·  46/9 ·  46/10 ·  46/11 ·  46/12 ·  46/13 ·  46/14 ·  46/15 ·  46/16 ·  46/17 ·  46/18 ·  46/19 ·  46/20 ·  46/21 ·  46/22 ·  46/23 ·  46/24 ·  46/25 ·  46/26 ·  46/27 ·  46/28 ·  46/29 ·  46/30 ·  46/31 ·  46/32 ·  46/33 ·  46/34 ·  46/35 ·  46/36 ·  46/37 ·  46/38 ·  46/39 ·  46/40 ·  46/41 ·  46/42 ·  46/43 ·  46/44 ·  46/45 ·  46/46 ·  46/47 ·  46/48 ·  46/49 ·  46/50 ·  46/51 ·  46/52 ·  46/53 ·  46/54 ·  46/55 ·  46/56 ·  46/57 ·  46/58 ·  46/59 ·  46/60 ·  46/61 ·  46/62 ·  46/63 ·  46/64 ·  46/65 ·  46/66 ·  46/67 ·  46/68 ·  46/69 ·  46/70 ·  46/71 ·  46/72 ·  46/73 ·  46/74 ·  46/75 ·  46/76 ·  46/77 ·  46/78 ·  46/79 ·  46/80 ·  46/81 ·  46/82 ·  46/83 ·  46/84 ·  46/85 ·  46/86 ·  46/87 ·  46/88 ·  46/89 ·  46/90 ·  46/91 ·  46/92 ·  46/93 ·  46/94 ·  46/95 ·  46/96 ·  46/97 ·  46/98 ·  46/99 ·  46/100 ·  46/101 ·  46/102 ·  46/103 ·  46/104 ·  46/105 ·  46/106 ·  46/107 ·  46/108 ·  46/109 ·  46/110 ·  46/111 ·  46/112 ·  46/113 ·  46/114 ·  46/115 ·  46/116 ·  46/117 ·  46/118 ·  46/119 ·  46/120 ·  46/121 ·  46/122 ·  46/123 ·  46/124 ·  46/125 ·  46/126 ·  46/127 ·  46/128 ·  46/129 ·  46/130 ·  46/131 ·  46/132 ·  46/133 ·  46/134 ·  46/135 ·  46/136 ·  46/137 ·  46/138 ·  46/139 ·  46/140 ·  46/141 ·  46/142 ·  46/143 ·  46/144 ·  46/145 ·  46/146 ·  46/147 ·  46/148 ·  46/149 ·  46/150 ·  46/151 ·  46/152 ·  46/153 ·  46/154 ·  46/155 ·  46/156 ·  46/157 ·  46/158 ·  46/159 ·  46/160 ·  46/161 ·  46/162 ·  46/163 ·  46/164 ·  46/165 ·  46/166 ·  46/167 ·  46/168 ·  46/169 ·  46/170 ·  46/171 ·  46/172 ·  46/173 ·  46/174 ·  46/175 ·  46/176 ·  46/177 ·  46/178 ·  46/179 ·  46/180 ·  46/181 ·  46/182 ·  46/183 ·  46/184 ·  46/185 ·  46/186 ·  46/187 ·  46/188 ·  46/189 ·  46/190 ·  46/191 ·  46/192 ·  46/193 ·  46/194 ·  46/195 ·  46/196 ·  46/197 ·  46/198 ·  46/199 ·  46/200 ·  46/201 ·  46/202 ·  46/203 ·  46/204 ·  46/205 ·  46/206 ·  46/207 ·  46/208 ·  46/209 ·  46/210 ·  46/211 ·  46/212 ·  46/213 ·  46/214 ·  46/215 ·  46/216 ·  46/217 ·  46/218 ·  46/219 ·  46/220 ·  46/221 ·  46/222 ·  46/223 ·  46/224 ·  46/225 ·  46/226 ·  46/227 ·  46/228 ·  46/229 ·  46/230 ·  46/231 ·  46/232 ·  46/233 ·  46/234 ·  46/235 ·  46/236 ·  46/237 ·  46/238 ·  46/239 ·  46/240 ·  46/241 ·  46/242